# 异角丘腹蛛
异角丘腹蛛（学名：Episinus variacorneus）为球蛛科丘腹蛛属的动物。在中国大陆，分布于江西等地。该物种的模式产地在江西。